# Naives-en-Blois
Naives-en-Blois è un comune francese di 166 abitanti situato nel dipartimento della Mosa nella regione del Grand Est.

## Società

### Evoluzione demografica
Abitanti censiti